# Soldier (album)
Soldier – czwarty album solowy Iggy’ego Popa wydany 1980.

## Lista utworów
1. „Loco Mosquito” – 3:13
2. „Ambition” – 3:25
3. „Knocking 'Em Down (In The City)” – 3:20
4. „Play it Safe” – 3:05
5. „Get Up and Get Out” – 2:43
6. „Mr. Dynamite” – 4:17
7. „Dog Food” – 1:47
8. „I Need More” – 4:02
9. „Take Care of Me” – 3:25
10. „I'm a Conservative” – 3:55
11. „I Snub You” – 3:07

## Twórcy
- Iggy Pop – wokal
- Glen Matlock – basowa gitara
- Ivan Kral – gitara, keyboard
- Klaus Kruger – perkusja
- Steve New – gitara
- Barry Andrews – keyboard, pianino
- Pat Moran – producent
- Thom Panunzio – miksowanie
- Brian Griffin – okładka płyty